# André Abbal
André Abbal (Montech, 16 novembre 1876 – Carbonne, 20 giugno 1953) è stato uno scultore francese.

## Biografia

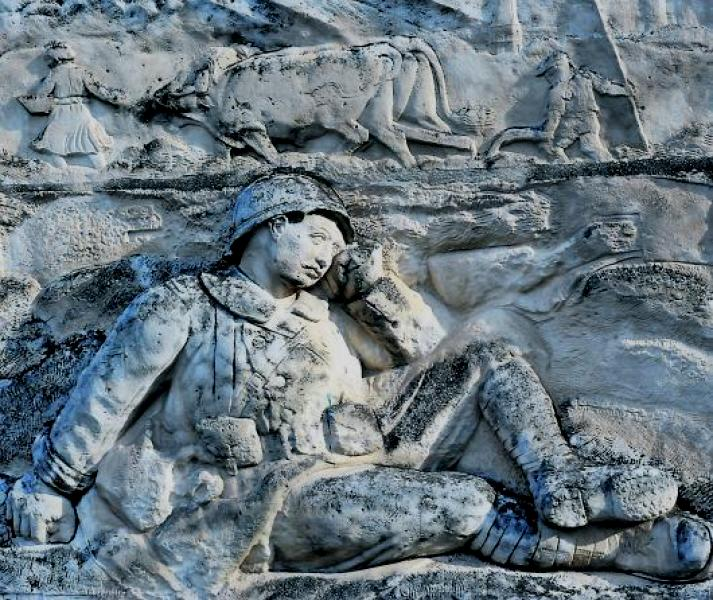

Studiò all'École nationale supérieure des beaux-arts di Parigi, dove fu allievo di Alexandre Falguière e Antonin Mercié, ebbe una carriera espositiva brillante e stanziata prevalentemente a Parigi. Fu un esponente della tecnica della «scultura diretta», consistente nell'eaborazione diretta della forma nella pietra (o in altro materiale, come il legno), senza passare da un modello in scala 1:1 preparato, spesso dagli assistenti, con del materiale più malleabile come ad esempio l'argilla. Nella scultura di Abbal questa immediatezza creava un effetto meno perfetto, più grezzo ed immediato, rispetto a quello delle produzioni più accademiche. Tra le sue opere, si ricordano alcuni monumenti pubblici a Tolosa, Moissac e Parigi, oltre a numerosi busti. Fu anche pittore ed incisore.